# Lasiobolus trichoboloides
Lasiobolus trichoboloides är en svampart som beskrevs av S.R. Khan & J.L. Bezerra 1975. Lasiobolus trichoboloides ingår i släktet Lasiobolus och familjen Ascodesmidaceae.   Inga underarter finns listade i Catalogue of Life.